# Accord de Koumanovo
L'Accord militaire technique, également connu sous le nom d'accord de Kumanovo, signé entre la Force internationale de sécurité (KFOR) d'une part, et les gouvernements de la république fédérale de Yougoslavie et de la république de Serbie, d'autre part, est un accord conclu le 9 juin 1999 à Kumanovo, en Macédoine. Cet accord visait à mettre un terme à la guerre du Kosovo et a établi de nouvelles relations entre la Yougoslavie et la Force du Kosovo, qui agirait pour remplacer les unités de l'armée yougoslave au Kosovo.

## Historique
Les préparatifs de l’accord de Kumanovo ont été marqués par une série de négociations non seulement entre la Yougoslavie et la Serbie, mais également entre l’OTAN et la Russie. Malgré l'accord initial, par exemple, sur un calendrier de retrait des forces serbes au Kosovo, l'opération Allied Force de l'OTAN était toujours en cours, en attendant l'achèvement du retrait complet des troupes serbes. 
Certaines sources citent le rôle joué par la Russie dans la résolution immédiate de l’accord. Il eut des rumeurs concernant une rencontre entre le ministre russe des Affaires étrangères Igor Ivanov et la secrétaire d'État américaine Madeleine Albright. Un premier accord a été conclu entre les deux parties, qui impliquait un engagement de la part de l'OTAN de cesser ses frappes aériennes et un accord pour supprimer un passage qu'elle souhaitait inclure dans l'accord de Kumanovo, en échange du soutien de la Russie à une prochaine résolution de l'ONU convenue par le Groupe des Huit. Sans la participation russe, la résolution du Conseil de sécurité de l'ONU sur le Kosovo n'aurait pas été approuvée et les frappes aériennes de l'OTAN se seraient poursuivies. 

## Contenu de l'accord
Les principales stipulations de l'accord ont été conçues pour permettre ce qui suit :
- Une cessation des hostilités entre la Force de l'OTAN pour le Kosovo (KFOR) et la république fédérale de Yougoslavie, suivie d'un arrêt de la campagne de bombardement, si la RFY se conforme effectivement à l'accord.
- Définition d'une zone de sécurité aérienne de 25 km d'une zone de sécurité terrestre de 5 km autour des frontières administratives du Kosovo, sur le territoire administré par la RFY si nécessaire, dans lequel les forces militaires de la RFY ne pouvaient pas pénétrer sans l'autorisation de la KFOR. Conformément à l'accord, des policiers légèrement armés ont continué d'opérer dans la zone située à l'extérieur du Kosovo.
- Sur 11 jours après la signature, le retrait progressif du Kosovo par les forces de la RFY, y compris le retrait du matériel militaires (mines, pièges) des lignes de communication, et la fourniture d'informations à l'OTAN sur les dangers restants.
- Le déploiement de forces civiles et de sécurité au Kosovo, conformément à la résolution du Conseil de sécurité des Nations unies qui sera bientôt adoptée.
- Autorisation d'assistance à la Force de l'OTAN au Kosovo, et du recours à la force si nécessaire, pour créer un environnement sûr pour la présence civile internationale et sa mission de  règlement de la paix.

La présence de l'OTAN a été approuvée par la résolution 1244 du Conseil de sécurité des Nations Unies, qui a autorisé les États membres de l'ONU et les organisations internationales à maintenir une présence de sécurité internationale, comme la Force au Kosovo (KFOR),  dont le mandat est de durée indéterminée à moins que le Conseil de sécurité de l'ONU en décide autrement. La KFOR a été autorisée à prendre toutes les mesures nécessaires pour garantir le respect de l'accord. 

## Voir également
- Zone démilitarisée
- Guerre du Kosovo
- Conférence de Rambouillet